# Антоновський Ілля Антонович
Ілля Антонович Антоновський (рос. Илья Антонович Антоновский; 3 липня 1989, м. Москва, СРСР) — російський хокеїст, захисник. Виступає за «Южний Урал» (Орськ) у Вищій хокейній лізі.
Вихованець хокейної школи «Вастом» (Москва). Виступав за ХК МВД-2, ХК «Шериф», «Динамо» (Балашиха), «Спартак» (Москва).